# Гамма Весов
Гамма Весов (лат. γ Librae), 38 Весов (лат. 38 Librae), HD 138905 — кратная звезда в созвездии Весов на расстоянии приблизительно 164 световых лет (около 50,2 парсек) от Солнца. Возраст звезды оценивается как около 2,818 млрд лет.
Вокруг звезды обращается, как минимум, две планеты.

## Название
Гамма Весов имеет историческое название Зубен эль Акраб от арабского (الزبن العقرب) al-Zuban al-Aqrab и означает «Клешня скорпиона», поскольку в древности входило в созвездие Скорпиона. Возможны и другие варианты написания Зубен аль-Хакраби Zuben el Hakrabi и Зубен Хакраки Zuben Hakraki.

## Характеристики
Первый компонент (WDS J15355-1447Aa) — жёлто-оранжевый гигант спектрального класса K0III, или K0, или G8,5III. Видимая звёздная величина звезды — +3,91m. Масса — около 1,47 солнечной, радиус — около 11,1 солнечного, светимость — около 76,036 солнечной. Эффективная температура — около 4822 К.
Второй компонент — коричневый карлик. Масса — около 35,25 юпитерианской. Удалён в среднем на 2,105 а.е..
Третий компонент (WDS J15355-1447Ab). Видимая звёздная величина звезды — +4,2m. Удалён на 0,1 угловой секунды.
Четвёртый компонент (UCAC2 26467765) — жёлтый карлик спектрального класса G. Видимая звёздная величина звезды — +11,2m. Радиус — около 1,38 солнечного, светимость — около 1,581 солнечной. Эффективная температура — около 5698 К. Удалён на 41,9 угловой секунды.

## Планетная система
В 2018 году группой астрономов были открыты планеты gam Lib b и gam Lib c.